# Narnia Krónikái: Az oroszlán, a boszorkány és a ruhásszekrény (film)
A Narnia Krónikái: Az oroszlán, a boszorkány és a ruhásszekrény (eredeti cím: The Chronicles of Narnia: The Lion, the Witch and the Wardrobe) című film C.S. Lewis nagy sikerű, azonos című könyve alapján készült 2005-ben. A 140 perces amerikai filmet a családi, fantasy és kalandfilm kategóriákba sorolhatjuk.

## Szereplők
| Szereplő         | Színész                                    | Magyar hang                              |
| ---------------- | ------------------------------------------ | ---------------------------------------- |
| Peter Pevensie   | William Moseley Noah Huntley (idősebb)     | Czető Roland Láng Balázs (idősebb)       |
| Susan Pevensie   | Anna Popplewell Sophie Winkleman (idősebb) | Lamboni Anna Mezei Kitty (idősebb)       |
| Edmund Pevensie  | Skandar Keynes Mark Wells (idősebb)        | Jelinek Márk Moser Károly (idősebb)      |
| Lucy Pevensie    | Georgie Henley Rachael Henley (idősebb)    | Ungvári Zsófia Sánta Annamária (idősebb) |
| Fehér Boszorkány | Tilda Swinton                              | Básti Juli                               |
| Aslan            | Liam Neeson (hangja)                       | Vass Gábor                               |
| Mr. Tumnus       | James McAvoy                               | Hevér Gábor                              |
| Kirke professzor | Jim Broadbent                              | Szokolay Ottó                            |
| Mrs. Pevensie    | Judy McIntosh                              | Farkasinszky Edit                        |
| Mrs. MacReady    | Elizabeth Hawthorne                        | Menszátor Magdolna                       |

## Stáblista
A filmet Andrew Adamson rendezte, a film forgatókönyvét pedig Andrew Adamson, Ann Peacock, Christopher Markus, valamint Stephen McFeely írta.
A stáb többi tagja:
- operatőr: Donald McAlpine
- zene: Harry Gregson-Williams
- vágó: Jim May
- vágó: Sim Evan-Jones
- látványtervező: Roger Ford
- jelmeztervező: Isis Mussenden
- producer: Mark Johnson
- producer: Philip Steuer

## Filmzene
A film zenéjét Harry Gregson-Williams szerezte. A zenemű felvételeihez a 75 tagú Hollywood Studio Symphony Orchestrát alkalmazta egy masszív 140 tagú kórus (a londoni Abbey Road Studióból) és számos más szóló zenész mellett. Gregson-Williams saját bevallása szerint több, mint 100 percnyi zenét komponált az eredeti zenéhez, habár kevesebb, mint 60 percet tesz ki a végső változat.

## Díjak, jelölések
- Oscar-díj (2006)
  - díj: legjobb smink
  - jelölés: legjobb hang
  - jelölés: legjobb vizuális effektusok
- BAFTA-díj (2006)
  - díj: legjobb smink
  - jelölés: legjobb vizuális effektusok
  - jelölés: legjobb jelmez
- Golden Globe-díj (2006)
  - jelölés: legjobb eredeti filmzene – Harry Gregson-Williams
  - jelölés: legjobb betétdal – Alanis Morissette: „Wunderkind” c. dal

## A DVD
A filmet 2005-ben DVD-n is kiadták.